# Dangerous (Roxette-låt)
"Dangerous", skriven av Per Gessle, var en singel från den svenska popgruppen Roxettes album Look Sharp! från 1988. Singeln släpptes 1989. Den var gruppens tredje singel att placera sig bland de tio främsta på singellistan Billboard Hot 100 i USA, då den placerade sig i två veckor på andra plats i februari 1990.

## Listplaceringar
| Lista (1988-1990) | Position |
| ----------------- | -------- |
| Australien        | 9        |
| Nederländerna     | 12       |
| Nya Zeeland       | 12       |
| Schweiz           | 10       |
| Sverige           | 9        |
| Österrike         | 8        |

### Fotnoter
1. ↑  ”Roxette”. Arkiverad från originalet den 16 oktober 2011. https://web.archive.org/web/20111016201530/http://roxette.se/discography.php?show=release&id=11. Läst 22 maj 2011.
2. ↑  ”Svensk mediedatabas”. http://smdb.kb.se/catalog/id/001473782. Läst 14 juni 2011.
3. ↑  ”Svensk mediedatabas”. http://smdb.kb.se/catalog/id/001476037. Läst 14 juni 2011.
4. ↑  ”Svensk mediedatabas”. http://smdb.kb.se/catalog/id/001479764. Läst 14 juni 2011.
5. ↑  ”Listplacering”. http://australian-charts.com/showitem.asp?interpret=Roxette&titel=Dangerous&cat=s. Läst 22 maj 2011.
6. ↑  ”Listplacering”. http://dutchcharts.nl/showitem.asp?interpret=Roxette&titel=Dangerous&cat=s. Läst 22 maj 2011.
7. ↑  ”Listplacering”. Arkiverad från originalet den 20 december 2013. https://web.archive.org/web/20131220034809/http://charts.org.nz/showitem.asp?interpret=Roxette&titel=Dangerous&cat=s. Läst 22 maj 2011.
8. ↑  ”Listplacering”. http://hitparade.ch/showitem.asp?interpret=Roxette&titel=Dangerous&cat=s. Läst 22 maj 2011.
9. ↑  ”Listplacering”. http://swedishcharts.com/showitem.asp?interpret=Roxette&titel=Dangerous&cat=s. Läst 22 maj 2011.
10. ↑  ”Listplacering”. http://austriancharts.at/showitem.asp?interpret=Roxette&titel=Dangerous&cat=s. Läst 22 maj 2011.